# Bert Oord
Lambert Maarten (Bert) Oord (Nijmegen, 27 november 1945)  is een Nederlands politicus van de PvdA.
Na de hbs ging hij naar de Hogere Textiel School in Enschede en daarna is hij afgestudeerd in de economie aan de Universiteit van Amsterdam. In 1974 werd hij docent aan het Van Lingen College in Arnhem en vanaf 1978 was hij wethouder in Elst.
In 1987 werd Oord burgemeester van het Noord-Brabantse Waspik, wat hij zou blijven tot die gemeente in 1997 bij Waalwijk werd gevoegd. Daarnaast was hij van 1994 tot 1997 waarnemend burgemeester van Hilvarenbeek. In 1997 werd hij benoemd tot waarnemend burgemeester van de Limburgse gemeente Kessel en kort daarop werd Oord waarnemend burgemeester van buurgemeente Beesel. Per 1 maart 1999 kreeg Oord een vaste benoeming tot burgemeester van die gemeente. Per 1 november 2010 ging hij met pensioen. Hij bleef echter nog aan als waarnemend burgemeester tot 1 februari 2011 toen Petra Dassen-Housen hem opvolgde.